# Гороватка (Вілейський район)
Гороватка (біл. вёска Гаравацька) — село в складі Вілейського району Мінської області, Білорусь. Село підпорядковане Іллінській сільській раді, розташоване в північній частині області.